# Patrick Wayne
Patrick Wayne, all'anagrafe Patrick John Morrison (Los Angeles, 15 luglio 1939), è un attore statunitense.

## Biografia
Figlio del celebre attore John Wayne e della sua prima moglie Josephine Saenz, oltre all'amore per la recitazione, dal padre eredita anche l'alta statura e il fisico aitante che lo favoriscono nella carriera cinematografica. Benché non sia destinato a raggiungere le vette di notorietà del padre, la sua filmografia comprende un buon numero di pellicole, ed è proprio con il genitore che inizia a lavorare come comparsa nel 1950 in Rio Bravo, mentre nel 1956 partecipa a Sentieri selvaggi, diretto come molte altre volte da John Ford, in cui interpreta un giovanissimo soldato nordista. 
Mentre frequenta il college, lavora per John Wayne che dirige e interpreta La battaglia di Alamo (1960) e ancora con lui recita successivamente nella commedia western McLintock! (1963). Uno dei suoi primi lavori senza il padre a fianco fu Il grande sentiero (1964), ultimo western diretto da John Ford, cui seguirono altri brevi ruoli in altri film. 
Nel 1971 recita per l'ultima volta con John Wayne nel western Il grande Jake di George Sherman, e da quel momento lavora per la televisione con maggior frequenza e si dedica ad altri generi cinematografici, tentando con poco successo l'avventura mitologica e quella fantascientifica. Nel 1974 partecipa al film Disney in live action Io e gli orsi. Nel 1978 declina l'offerta di girare Superman a causa della malattia del padre. L'ultimo film da lui interpretato è Alibi seducente (1989), un giallo rosa con Tom Selleck. Fino al 1997 continua a lavorare in maniera discontinua per la televisione.

## Filmografia parziale

### Cinema
- La nave matta di Mister Roberts (Mister Roberts), regia di John Ford (1955)
- La lunga linea grigia (The Long Gray Line), regia di John Ford (1955)
- Sentieri selvaggi (The Searchers), regia di John Ford (1956)
- Là dove il sole brucia (The Young Land), regia di Ted Tetzlaff (1957)
- La battaglia di Alamo (The Alamo), regia di John Wayne (1960)
- I comanceros (The Comancheros), regia di Michael Curtiz (1961)
- McLintock!, regia di Andrew V. McLaglen (1963)
- I tre della Croce del Sud (Donovan's Reef), regia di John Ford (1963)
- Il grande sentiero (Cheyenne Autumn), regia di John Ford (1964)
- Shenandoah - La valle dell'onore (Shenandonah), regia di Andrew V. McLaglen (1965)
- Berretti verdi (The Green Berets), regia di John Wayne (1968)
- La spina dorsale del diavolo (The Deserter), regia di Burt Kennedy (1969)
- Il grande Jake (Big Jake), regia di George Sherman (1971)
- Lo chiamavano Sergente Blu (The Gatling Gun), regia di Robert Gordon (1973)
- Gli uomini della terra dimenticata dal tempo (The People That Time Forgot), regia di Kevin Connor (1977)
- Sinbad e l'occhio della tigre (Sinbad and the Eye of Tiger), regia di Sam Wanamaker (1977)
- In bilico nel vuoto (Flight to Holocaust), regia di Bernard L. Kowalski (1977)
- In vacanza alle Hawaii (Three on a Date), regia di Bill Bixby (1978)
- Young Guns - Giovani pistole (Young Guns), regia di Christopher Cain (1988)
- Alibi seducente (Her Alibi), regia di Bruce Beresford (1989)

### Televisione
- Screen Directors Playhouse – serie TV, episodio 1x10 (1955)
- Have Gun - Will Travel – serie TV, episodio 3x33 (1960)
- Branded – serie TV, episodio 1x10 (1965)
- The Rounders – serie TV, 17 episodi (1966-1967)
- Love Boat (The Love Boat) – serie TV, 6 episodi (1979-1986)
- Charlie's Angels – serie TV, episodio 5x06 (1981)
- La signora in giallo (Murder, She Wrote) – serie TV, episodio 3x22 (1987)
- Alfred Hitchcock presenta (Alfred Hitchcock Presents) – serie TV, episodio 4x20 (1989)

## Doppiatori italiani
Nelle versioni in italiano delle opere in cui ha recitato, Patrick Wayne è stato doppiato da:
- Massimo Turci in La lunga linea grigia, McLintock!
- Cesare Barbetti in La battaglia di Alamo, I tre della Croce del Sud
- Ferruccio Amendola in Sentieri selvaggi
- Glauco Onorato ne I comanceros
- Gianfranco Bellini in Shenandoah - La valle dell'onore
- Rino Bolognesi in Il grande Jake
- Massimo Rinaldi in Charlie's Angels
- Saverio Moriones in La signora in giallo
- Stefano De Sando in Young Guns - Giovani pistole
- Maurizio Fardo in Alibi seducente
- Sergio Di Stefano in Alfred Hitchcock presenta
- Alessandro Rossi in Io e gli orsi (doppiaggio tardivo)